# الجدول الزمني لتفشي مرض جدري القرود في عام 2022
يوثق هذا المقال التسلسل الزمني وعلم الأوبئة لتفشي مرض جدري القردة في عام 2022.

## مايو 2022
في بداية مايو 2022، أُبلغ عن حالة إصابة بجدري القرود لدى مقيم بريطاني سافر إلى لاغوس وولاية دلتا في نيجيريا، في المناطق التي يُعتبر فيها جدري القرود مرضًا متوطنًا. أصيب الشخص بطفح جلدي في 29 أبريل أثناء وجوده في نيجيريا وعاد بالطائرة إلى المملكة المتحدة، ووصل في 4 مايو، ونُقل إلى المستشفى في وقت لاحق من نفس اليوم. اشتبه الأطباء على الفور في الإصابة بعدوى جدري القرود، ونُقل المريض إلى مستشفى غاي وعُزل هناك، ثم ثبتت إصابته بالفيروس في 6 مايو.
في 12 مايو، وُثقت حالتان جديدتان من جدري القرود من قبل وكالة الأمن الصحي في المملكة المتحدة (UKHSA)، وكلاهما في لندن، لشخصين يعيشان معًا في نفس المنزل، مع عدم وجود صلة معروفة بين أي منهما وبين الحالة رقم صفر أو السفر إلى المناطق الموبوءة. قُبلت إحدى الحالات الجديدة في مستشفى سانت ماري، بينما احتاجت الحالة الأخرى التي ظهرت عليها أعراض أكثر اعتدالًا إلى عزل ذاتي في المنزل.
في 17 مايو، أُكدت أربع حالات أخرى من جدري القرود من قبل UKHSA في ثلاثة من سكان لندن وشخص في شمال شرق إنجلترا سافر سابقًا إلى لندن.
في 18 مايو في البرتغال، أبلغت السلطات الصحية عن 14 حالة إصابة بجدري القرود من إجمالي 29 حالة مشتبه بها. كانت نتائج اختبار عينتين معلقة. في إسبانيا، أُكدت سبع حالات حتى 18 مايو. في نفس اليوم، أكدت الولايات المتحدة أول حالة إصابة بفيروس جدري القرود في عام 2022 بينما أبلغت كندا عن 13 حالة مشتبه بها.
في 19 مايو، أبلغت السويد وبلجيكا عن أولى حالات الإصابة بجدري القرود، في حين أكدت إيطاليا أول حالة لها في مسافر وصل من جزر الكناري. أُبلغ عن حالة مشتبه بها في فرنسا. أظهر تحليل جيني أُجري على حالة في البرتغال أن الفيروس الذي أصاب المريض أكثر ارتباطًا بالفيروسات المرتبطة بالحالات المصدرة من نيجيريا في عامي 2018 و2019. خطأ التسلسل الحالي يمنع وضع الفيروس بدقة ضمن مجموعة هذه الفيروسات النيجيرية.
بعد الكشف عن حالة في ولاية ماساتشوستس في اليوم السابق، وضعت الولايات المتحدة في 19 مايو طلبية بقيمة 119 مليون دولار مع بافاريا نورديك مع خيار شراء لاحق بأكثر من 180 مليون دولار، لما يصل إلى 13 مليون لقاح ضد الجدري. في 20 مايو، قالت وزارة الصحة والخدمات الإنسانية الأمريكية إن الأمر كان جزءًا من جهد الاستعداد القياسي وليس ردًا على الأحداث الأخيرة. قال متحدث باسم باردا (هيئة البحث والتطوير الطبي الحيوي المتقدم)، «عملت باردا لتطوير وشراء لقاحات وعلاجات لحالة طوارئ محتملة للجدري، يمكن استخدام بعضها أيضًا للاستجابة لجدري القرود».
في 20 مايو، أفاد وزير الصحة في المملكة المتحدة ساجيد جافيد تأكيد 11 حالة أخرى، مما رفع العدد الإجمالي في البلاد إلى عشرين. أفادت وكالة أوكسا في 27 مايو أن غالبية الحالات كانت لرجال يمارسون الجنس مع رجال. في نفس اليوم، أبلغت أستراليا عن أول حالة مشتبه بها لرجل مرض بعد عودته من السفر في المملكة المتحدة. وأُكدت حالة ثانية في نفس اليوم. حُددت الحالتين على أنهما في ملبورن وسيدني. كلاهما عاد مؤخرًا من السفر في أوروبا والمملكة المتحدة. وأكدت ألمانيا وفرنسا وهولندا حالاتها الأولى في نفس اليوم. ارتبطت الحالات الثلاث المؤكدة في بلجيكا بمهرجان داركلاندس في أنتويرب. أيضًا في 20 مايو، أصبحت بلجيكا أول دولة تطبق الحجر الصحي الإلزامي للأشخاص المصابين بجدري القرود (21 يومًا). لا يتعين على الأشخاص المخالطين عن كثب للمصابين عزل أنفسهم، ولكن يُطلب منهم أن يظلوا يقظين. بالإضافة إلى ذلك، أفاد وزير الصحة في المملكة المتحدة ساجيد جافيد أيضًا تأكيد 11 حالة أخرى، مما رفع العدد الإجمالي في البلاد إلى عشرين. وحثت الدكتورة سوزان هوبكنز على اليقظة بين الرجال الذين يمارسون الجنس مع الرجال، والذين يشكلون «نسبة ملحوظة» من الحالات الأخيرة في المملكة المتحدة وأوروبا. نصحت وكالة الأمن الصحي في المملكة المتحدة الأشخاص الذين كانوا على اتصال وثيق بشخص مصاب بجدري القرود بالعزل الذاتي لمدة 21 يومًا. العزلة الذاتية ليست إلزامية.
في 21 مايو، أكدت سويسرا وإسرائيل أول حالاتهما. أبلغت إسبانيا عن 23 حالة جديدة مرتبطة بحمام للمثليين في مدريد، وبذلك يصل العدد الإجمالي في البلاد إلى 30 حالة. قد تكون العديد من الإصابات مرتبطة بمهرجان ماسبالوماس للمثليين في غران كناريا. في نفس التاريخ، بدأت السلطات النرويجية في تعقب المخالطين بعد أن ثبتت إصابة شخص زار النرويج في وقت سابق من الشهر في بلده الأصلي (دولة أوروبية غير معلنة). أُبلغ عن حالة مشتبه بها في اليونان، ولكن شُخصت لاحقًا على أنها جدري الماء.
في 22 مايو، أكدت النمسا أول حالة لها.
في 23 مايو، أبلغت الدنمارك عن أول حالة لرجل عاد إلى وطنه من جزر الكناري، وفي اليوم التالي أُكدت الحالة الثانية عند شخص عاد أيضًا من إسبانيا. أعلنت الدكتورة سو هوبكنز، كبيرة المستشارين الطبيين لوكالة الأمن الصحي في المملكة المتحدة، تأكيد 37 حالة جديدة من حالات جدري القرود، أي أكثر من ضعف إجمالي الحالات المؤكدة في المملكة المتحدة إلى 57 حالة. في كندا، أعلنت كيبيك عن إجمالي 15 حالة مؤكدة في المقاطعة.
في 24 مايو، أكدت جمهورية التشيك أول حالة لها، وهي امرأة كانت في مهرجان موسيقي في بلجيكا في بداية مايو. في نفس اليوم، أبلغت الإمارات العربية المتحدة عن أول حالة لها عند امرأة زائرة تبلغ من العمر 29 عامًا من غرب إفريقيا. في ذلك اليوم أيضًا، أكدت سلوفينيا أول حالة لها، لرجل من جزر الكناري، بينما أبلغت سويسرا عن حالتها الثانية، لامرأة في كانتون جنيف. أبلغت المملكة المتحدة عن 14 حالة أخرى، مما رفع العدد الإجمالي إلى 71 حالة، بما في ذلك أول حالة لها في اسكتلندا. في المجموع، أُكد وجود جدري القرود في 19 دولة.
في 25 مايو، أبلغت البرتغال عن 10 حالات مؤكدة إضافية. أبلغت هيئة خدمات الصحة والسلامة المهنية في المملكة المتحدة (UKHSA) عن 7 حالات إضافية في إنجلترا، ليصبح المجموع 78 حالة في المملكة المتحدة.
في 26 مايو، أبلغت كل من وكالة الصحة العامة في ويلز ووكالة الصحة العامة في أيرلندا الشمالية عن حالة واحدة، والتي، إلى جانب الحالات الإنجليزية والإسكتلندية، ترفع إجمالي عدد حالات الإصابة في المملكة المتحدة إلى 90 حالة. في نفس اليوم، أبلغت كيبيك عن حالة مشتبه بها لطفل في سن المدرسة في منطقة مونتريال. وفي الوقت نفسه، في الولايات المتحدة، أصبحت امرأة بالغة لها تاريخ سفر حديث إلى إفريقيا أول حالة إصابة بفيروس جدري القرود في فيرجينيا.
في 27 مايو، بدأت بعض البلدان في استخدام لقاحات الجدري لحماية الأشخاص المعرضين لفيروس جدري القرود. تلقى 500 شخص في مونتريال، كيبيك، كندا لقاحات الجدري. قالت الدكتورة جينيفيف بيرجيرون، المسؤولة الطبية في مونتريال والمسؤولة عن حالات الطوارئ الصحية والأمراض المعدية: «إننا نعطي اللقاح بطريقة هادفة للغاية. لذلك قمنا بتلقيح الأشخاص الذين تعرضوا لمخاطر عالية في آخر 14 يومًا». اصطف 800 شخص من سكان مونتريال حتى الآن في العيادة الواقعة في قلب قرية المثليين والتي تقدم اللقاح منذ 27 مايو. في نفس الوقت أكدت فنلندا أول حالة لها في اليوم. أُبلغ عن 16 حالة إضافية في إنجلترا، ليصل إلى إجمالي 106 حالة في المملكة المتحدة. أبلغت الأرجنتين عن حالتين لأفراد وصلا مؤخرًا من إسبانيا.
في 28 مايو، أبلغت أيرلندا عن أول حالة لها. أكد المدير التنفيذي للخدمات الصحية (HSE) وجود حالة في شرق البلاد ولم يُدخَل المريض إلى المستشفى، بينما يُحققون أيضًا في حالة مشتبه بها. في 30 مايو، أُكدت حالة ثانية في أيرلندا. في نفس اليوم، أكدت مالطا أيضًا أول حالة إصابة لرجل يبلغ من العمر 38 عامًا كان في الخارج في بلد ينتشر فيه المرض. يعاني الرجل من أعراض خفيفة ولا يحتاج إلى دخول المستشفى. أكدت المكسيك أيضًا أول حالة لها، لرجل يبلغ من العمر 50 عامًا في مكسيكو سيتي، وهو مقيم في مدينة نيويورك وربما أصيب بالمرض في هولندا، وفقًا للسلطات الصحية المكسيكية.
في 31 مايو، أُكدت الحالة الأولى في النرويج، وهو فرد كان مسافرًا مؤخرًا. وأكدت المجر أيضا أول حالة لها، لرجل يبلغ من العمر 38 عاما.